# 巨流河站
巨流河站是一个沈山线上的铁路车站，位于辽宁省新民市巨流河村，建于1907年，原为四等站，邮政编码为110305。目前已被撤销。